# Christian Eyenga
Christian Eyenga Moenge (Kinshasa, el 22 de juny de 1989) és un jugador professional de bàsquet congolès. Es va formar al planter del Joventut de Badalona, equip amb el qual va debutar a la lliga ACB. Amb 1,98 metres d'alçada, juga indistintament en les posicions d'aler i escorta.

## Biografia
El juny del 2009 fou escollit en la 30a posició del Draft de l'NBA del 2009.
A l'estiu del 2010 va abandonar el Club Joventut de Badalona i va anar als Cleveland Cavaliers de l'NBA, però alternaria la seva participació amb l'equip afiliat Erie Bayhawks de la lliga de desenvolupament D-League.
Durant el locaut (vaga) de la temporada 2011-2012 va tornar al Club Joventut de Badalona, i un cop acabat el locaut va tornar a Cleveland. Més tard va ser traspassat als Los Angeles Lakers, que també el farien alternar amb l'equip afiliat Los Angeles D-Fenders de la D-League.
A l'estiu de 2012 va ser traspassat als Orlando Magic, que tallarien el seu contracte.
Durant la temporada 2012-2013 va jugar al Texas Legends de la D-League i al Shanxi Zhongyu de la lliga xinesa de bàsquet, i de cara a la temporada 2013-2014 va fitxar pel Basket Zielona Gora per disputar la lliga polonesa i l'Eurolliga.
El maig de 2017 va fitxar per l'Unicaja Málaga per disputar els playoffs de la Lliga ACB.

## Clubs
- Temporada 2007-2008: CB Prat Joventut (LEB Plata)
- Temporada 2008-2009: CB Prat Joventut (LEB Plata)
- Temporada 2009-2010: DKV Joventut (ACB)
- Temporada 2010-2011: Cleveland Cavaliers, Estats Units (NBA) i Erie Bayhawks,  Estats Units (D-League)
- Temporada 2011-2012: Fiatc Joventut (ACB). Durant el locaut de l'NBA.
- Temporada 2011-2012: Cleveland Cavaliers, Estats Units(NBA) i Erie Bayhawks,  Estats Units (D-League)
- Temporada 2011-2012: Los Angeles Lakers, Estats Units(NBA) i Los Angeles D-Fenders,  Estats Units (D-League)
- Temporada 2012-2013: Texas Legends,  Estats Units (D-League) i Shanxi Zhongyu,  R.P. de la Xina
- Temporada 2013-2014: Basket Zielona Gora,  Polònia